# Малък зелен гълъб
Малкият зелен гълъб (Treron olax) е вид птица от семейство Гълъбови (Columbidae).

## Разпространение
Видът е разпространен в Бруней, Индонезия, Малайзия, Сингапур и Тайланд.